# USS Belknap (CG-26)
Pour les autres navires du même nom, voir USS Belknap.
L'USS Belknap (DLG-26/CG-26), d'après le nom des contre-amiraux George Belknap (1832–1903) et Reginald R. Belknap (1871–1959), est un croiseur lance-missiles, navire de tête de sa classe en service dans l'US Navy. Il est lancé en 1963 sous l'indicatif DLG-26, en tant que frégate à missiles guidés sous le système de désignation alors en vigueur, et reclassé en tant que CG-26 le 30 juin 1975.

## Service

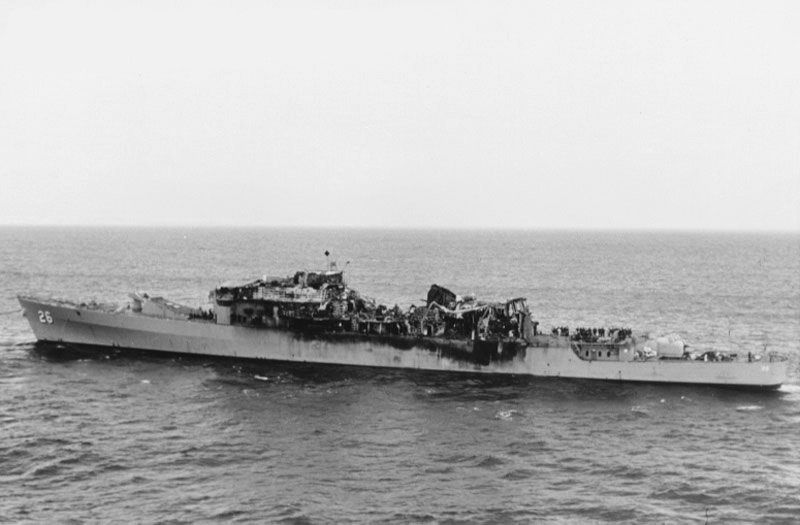
Le Belknap après sa collision avec le porte-avions John F. Kennedy.

Le 22 novembre 1975, le Belknap et le porte-avions John F. Kennedy entrent en collision en pleine nuit lors d'un exercice à l'est de la Sicile, tuant sept marins sur le croiseur et un sur le porte-avions. Le navire est reconstruit par le Philadelphia Navy Yard du 30 janvier 1976 au 10 mai 1980, puis subit quelques modifications pour accomplir la tâche de navire amiral par le Norfolk Navy Yard de mai 1985 à février 1986.
Le Belknap joue un rôle dans le sommet de Malte (2-3 décembre 1989) entre le dirigeant soviétique Mikhaïl Gorbatchev et le président américain George H. W. Bush. Il est utilisé par la délégation américaine, tandis que la délégation soviétique dispose du Slava.
Retiré du service en 1995, il est coulé comme cible lors d'un exercice de tirs le 24 septembre 1998, au large de la côte est des États-Unis.